# Vinicius de Moraes

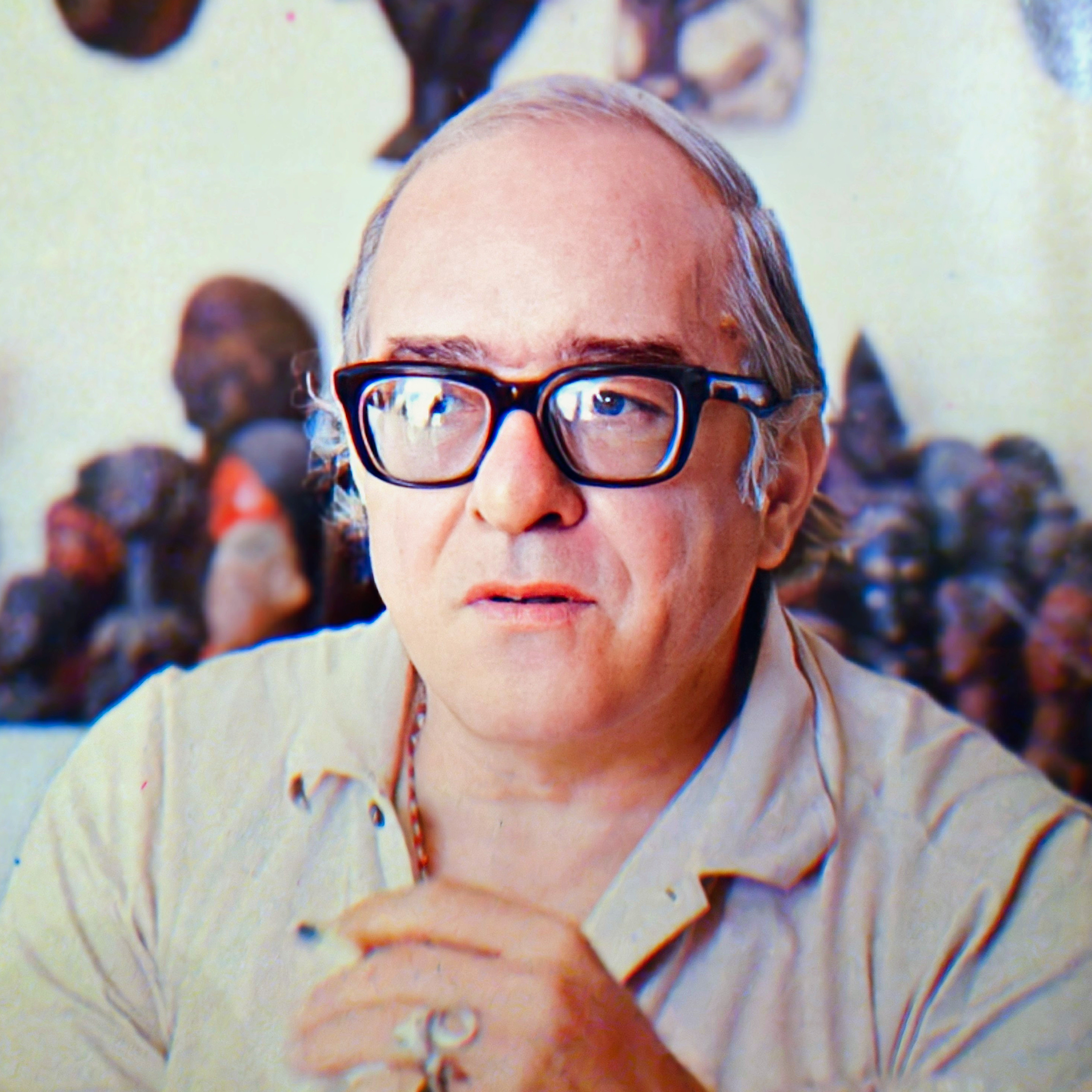
Vinicius de Moraes in 1970

Marcus Vinícius da Cruz de Mello Moraes, beter bekend als Vinicius de Moraes (Rio de Janeiro, 19 oktober 1913 – idem, 9 juli 1980) was een Braziliaans dichter, componist, diplomaat en journalist. In Brazilië heeft hij het sonnet als kunstvorm bekendgemaakt. Zijn bijnaam is dan ook Poetinha ("dichtertje"). Later hield hij zich vooral bezig met het schrijven van populaire muziek, samen met de componist Tom Jobim. Zij waren belangrijk voor de opkomst van de bossanova, en ook schreven zij samen het nummer Garota de Ipanema ("The Girl from Ipanema").

## Biografie

### Jeugd
Vinicius de Moraes is geboren in de wijk Gávea van Rio de Janeiro, in de tijd dat dit nog de hoofdstad van Brazilië was. Zijn vader Clodoaldo Pereira da Silva Moraes was gemeenteambtenaar en amateurviolist en -dichter. Zijn moeder Lidia Cruz de Moraes was amateurpianiste.
In 1916 verhuisde de familie naar de wijk Botafogo. Op school schreef De Moraes zijn eerste verzen. In 1922 verhuisde de familie naar het eiland Ilha do Governador, dat binnen de stad ligt. Vinicius bleef echter bij zijn grootmoeder in Botafogo wonen om zijn school te kunnen afmaken. 's Weekends werd er in het huis vaak muziek gemaakt door zijn oom Henrique de Melo Moraes en Bororó, die beiden componist waren.
In 1924 begon hij aan de middelbare school. Hier zong hij in het koor, en begon hij kleine theaterstukken te schrijven. In 1927 raakte hij bevriend met de broers Paulo en Haraldo Tapajós, met wie hij zijn eerste composities schreef. Hij behaalde zijn diploma in 1929. In datzelfde jaar verhuisde zijn familie terug naar Gávea.
De Moraes studeerde rechten aan de universiteit van de wijk Catete. Hier raakte hij bevriend met de romanschrijver Otávio Faria, die zijn literaire roeping aanwakkerde. De Moraes studeerde af in 1933.

### Burgerlijke carrière
In 1936 kreeg hij een baan als filmcensor bij het Ministerie van Onderwijs en Gezondheid. Twee jaar later kreeg hij een beurs van de British Council om Engelse taal en literatuur te studeren in Oxford. In 1941 keerde hij terug, en werkte hij als filmcriticus bij verschillende kranten, waaronder A Manhã. Verder werkte hij mee aan het tijdschrift Clima.
In 1942 probeerde hij een baan te krijgen bij het Ministerie van Buitenlandse Zaken, maar dat mislukte. Een jaar probeerde hij het weer, met succes. Hierop werd hij in 1946 viceconsul in Los Angeles. Toen zijn vader in 1950 overleed, keerde hij terug naar Brazilië, waar hij een aantal jaren een kantoorfunctie op het Ministerie van Buitenlandse Zaken vervulde.
In 1953 werd hij tweede secretaris op de embassade in Parijs. Later vervulde hij een diplomatieke functie in Rome. In deze laatste stad organiseerde hij geanimeerde feesten in het huis van de schrijver Sérgio Buarque de Holanda. Van 1957 tot 1960 werkte hij op de ambassade van Montevideo. Hierna werkte hij enige tijd in de Braziliaanse delegatie bij de UNESCO in Europa.
In 1968 nam president Da Costa e Silva een wet aan, waar iedereen die op een regeringsfunctie bekleedde, maar het niet direct met de militaire dictatuur eens was, ontslagen werd. Dit betekende het eind van de diplomatieke carrière van De Moraes, zeer tot zijn spijt.

### Dagelijks leven
Men kan De Moraes omschrijven als een bohemien. Hij hield veel van vrouwen, en van whisky. In totaal is hij negen keer getrouwd geweest. Over whisky zei hij:
Whisky is de beste vriend van de mens. Het is een hond in een fles.

## Artistieke carrière

### Dichter
In de jaren dertig werden er 10 nummers opgenomen waarvan De Moraes de teksten had geschreven. Van 9 van hen werd de melodie gecomponeerd door de broers Tabajós. Verder schreef hij verschillende poëzieboeken, waarvan het eerste, O Caminho para a Distância, in 1933 werd uitgegeven. Hij raakte bevriend met andere dichters, waaronder Manuel Bandeira, Mário de Andrade en Oswald de Andrade. Zijn teksten in deze periode worden gekenmerkt door een hoog "mystiek" gehalte.
In de jaren veertig veranderde zijn stijl. Zijn taalgebruik werd eenvoudiger en sensueler, en ook sneed hij soms sociale thema's aan.

### Samenwerking met Tom Jobim
Een keerpunt in zijn carrière was toen hij in 1954 het theaterstuk Orfeu da Conceição schreef. Deze won het filmconcours ter gelegenheid van het vierhonderdjarig bestaan van de stad São Paulo. Het scenario hiervoor werd geschreven door de architect Oscar Niemeyer. De muziek was van een jonge pianist, Tom Jobim, die aan Vinicius de Moraes werd voorgesteld in een bar in Rio de Janeiro. Samen met Jobim schreef hij de muziek voor deze film.
Dit was het begin van een lange vriendschap en een vruchtbare samenwerking, maar ook van een omslag in de carrière van De Moraes. Hoewel hij tegen die tijd al een gevestigd dichter was, hield hij zich steeds meer bezig met het schrijven van populaire muziek. In samenwerking met Jobim ontstonden veel bekende nummers, waarvan het belangrijkste Garota de Ipanema is.

### Bossanova
Jobim en De Moraes hadden een grote invloed op de bossanova, die in 1958 ontstond. Een belangrijk fundament voor deze stroming was de lp Canção do Amor Demais van de zangeres Elizeth Cardoso. Veel nummers op deze plaat zijn van hun hand. De plaat werd een referentie voor artiesten als Chico Buarque en Caetano Veloso. In de jaren vijftig en zestig werden nummers van De Moraes opgenomen door verschillende artiesten.

### Vormen van samenwerking
In 1961 was voor het eerst De Moraes' stem zelf op een elpee te horen, in de sambanummers Água de Beber en Lamento no Morro, beide in samenwerking met Jobim.
Het nieuwe theater Santa Rosa in Rio de Janeiro werd ingewijd met het stuk Procura-se uma rosa, geschreven door De Moraes in samenwerking met Pedro Bloch en Gláucio Gil. Van dit stuk is later een Italiaanse film gemaakt met de titel Una Rosa per Tutti.
In de jaren zestig werkte De Moraes samen met uiteenlopende mensen als Pixinguinha, de gitaristen João Gilberto en Baden Powell en de actrice Odete Lara. Ook publiceerde hij in die tijd enkele boeken. Vanaf het eind van de jaren zestig volgde een zeer succesvolle samenwerking met de gitarist Toquinho.

## Na zijn dood

### Overlijden
Op de avond voor zijn dood nam hij met Toquinho de details door voor de opnames van een lp met kinderliedjes, Arca de Noé. Op 9 juli 1980 werd hij wakker met ademhalingsmoeilijkheden. Zijn vrouw Gilda Mattoso en Toquinho schoten hem te hulp, maar het mocht niet meer baten.
Toen De Moraes in een interview eens gevraagd werd of hij bang was voor de dood, had hij geantwoord:
Ik ben niet bang voor de dood. Ik heb heimwee naar het leven.

### Postuum eerbetoon
Na zijn overlijden zijn er nog verschillende postume albums van hem uitgekomen. Er zijn biografieën over hem geschreven, en documentaires over hem geproduceerd. In 2000, 20 jaar na zijn dood, is er ter eerbetoon aan hem een groot concert geweest op het strand van Ipanema, met verschillende artiesten. In 2005 werd The Girl from Ipanema gekozen door de Library of Congress uitgeroepen tot een van de 50 grootste muziekwerken van de mensheid.

## Werken

### Boeken
- 1933: O caminho para a distância
- 1935: Forma e exegese
- 1936: Ariana, a mulher
- 1938: Novos Poemas
- 1943: Cinco elegias
- 1946: Poemas, sonetos e baladas
- 1949: Pátria minha
- 1954: Antologia Poética
- 1957: Livro de Sonetos
- 1959: Novos Poemas
- 1962: Para viver um grande amor (kronieken en poëzie)
- 1970: A arca de Noé (kinderpoëzie)
- 1998: Poesia Completa e Prosa

### Theater
- As Feras
- Cordélia e o Peregrino
- Orfeu da Conceição
- Procura-se uma Rosa

### Albums
| Album met eventuele hitnotering(en) in de Nederlandse Album Top 100 | Datum van verschijnen | Datum van binnenkomst | Hoogste positie | Aantal weken | Opmerkingen                       |
| ------------------------------------------------------------------- | --------------------- | --------------------- | --------------- | ------------ | --------------------------------- |
| Orfeu da Conceição                                                  | 1956                  | -                     |                 |              | met Tom Jobim                     |
| Vinicius e Odete Lara                                               | 1963                  | -                     |                 |              | met Odete Lara                    |
| De Vinicius e Baden especialmente para Ciro Monteiro                | 1965                  | -                     |                 |              | met Baden Powell                  |
| Vinicius e Caymmi no Zum Zum                                        | 1965                  | -                     |                 |              | met Dorival Caymmi                |
| Os Afro-Sambas                                                      | 1966                  | -                     |                 |              | met Baden Powell                  |
| Vinicius: Poesia e Canção (live)                                    | 1966                  | -                     |                 |              |                                   |
| Garota de Ipanema (soundtrack)                                      | 1967                  | -                     |                 |              |                                   |
| Vinicius                                                            | 1967                  | -                     |                 |              |                                   |
| Vinicius em Portugal                                                | 1969                  | -                     |                 |              |                                   |
| Vinicius de Moraes en "La Fusa" com Maria Creuza e Toquinho         | 1970                  | -                     |                 |              | met Maria Creuza en Toquinho      |
| Como Dizia O Poeta...                                               | 1971                  | -                     |                 |              |                                   |
| Toquinho e Vinicius                                                 | 1971                  | -                     |                 |              | met Toquinho                      |
| Vinicius + Bethânia + Toquinho — En La Fusa                         | 1971                  | -                     |                 |              | met Maria Bethânia en Toquinho    |
| Marilia / Vinicius                                                  | 1972                  | -                     |                 |              | met Marilia Medalha               |
| Vinicius canta: Nossa Filha Gabriela                                | 1972                  | -                     |                 |              | met Toquinho                      |
| São Demais Os Perigos Dessa Vida                                    | 1972                  | -                     |                 |              | met Toquinho                      |
| O Bem-Amado (soundtrack)                                            | 1973                  | -                     |                 |              |                                   |
| Vinicius & Toquinho                                                 | 1974                  | -                     |                 |              | met Toquinho                      |
| Saravá Vinicius!                                                    | 1974                  | -                     |                 |              | met Quarteto em Cy en Toquinho    |
| Vinicius / Toquinho                                                 | 1975                  | -                     |                 |              | met Toquinho                      |
| O Poeta e o Violão                                                  | 1975                  | -                     |                 |              | met Toquinho                      |
| Deus lhe pague                                                      | 1976                  | -                     |                 |              | met Edu Lobo                      |
| Antologia Poética                                                   | 1977                  | -                     |                 |              |                                   |
| Tom, Vinicius, Toquinho e Miúcha                                    | 1977                  | -                     |                 |              | met Tom Jobim, Toquinho en Miúcha |
| 10 anos de Toquinho e Vinicius                                      | 1979                  | -                     |                 |              | met Toquinho                      |
| Um pouco de ilusão                                                  | 1980                  | -                     |                 |              | met Toquinho                      |
| Testamento...                                                       | 1980                  | -                     |                 |              |                                   |
| A Arca de Noé                                                       | 1980                  | -                     |                 |              | met Toquinho                      |
| A Arca de Noé 2                                                     | 1981                  | -                     |                 |              | met Toquinho                      |
| Poeta, Moça e Violão                                                | 1991                  | -                     |                 |              | met Clara Nunes en Toquinho       |
| Vinicius & Amigos                                                   | 2006                  | -                     |                 |              | met Diverse artiesten             |